# Asellia patrizii
Asellia patrizii là một loài động vật có vú trong họ Dơi nếp mũi, bộ Dơi. Loài này được DeBeaux mô tả năm 1931.